# Knätte
Knätte är kyrkbyn i Knätte socken i Ulricehamns kommun i Västergötland. År 1995 klassades Knätte som småort men därefter har inte folkmängden överstigit 50 invånare.
Knätte kyrka ligger här.